# Ruggero Puletti
Ruggero Puletti (Umbertide, 10 marzo 1924 – 4 dicembre 2003) è stato un politico, saggista e storico della letteratura italiano, esponente del Partito Socialista Democratico Italiano e già parlamentare europeo.
Laureato in filosofia, si è dedicato professionalmente alla ricerca accademica sulla letteratura italiana, divenendo direttore del Dipartimento di Storia della Letteratura Italiana presso l'Università di Perugia. Ha pubblicato più di una dozzina di libri su questo argomento, oltre a diversi romanzi, autobiografie e saggi di politica.
È stato caporedattore del quotidiano L'Umanità dal 1977 al 1984, e vicedirettore de L'Avanti!.
È stato eletto alle elezioni europee del 1979 per le liste del PSDI. È stato membro della Commissione per la politica regionale e l'assetto territoriale.
Ha aderito al gruppo parlamentare "Gruppo Socialista".

## Opere
- Società senza maschera ossia cento e cento pagine del libro segreto di fra Pacomio da Montecorona, Città di Castello, Tip. Coop. Unione Arti Grafiche, 1949.
- Il pendolo di Foucault, 1988.
- L'isola del giorno prima, 1994.